# Kairos (label)
Pour les articles homonymes, voir Kairos (homonymie).
Kairos est un label de musique contemporaine fondé en 1999 par Barbara Fränzen and Peter Oswald. L'entreprise est située à Vienne en Autriche.

## Catalogue
Parmi les musiciens les plus connus, on retrouve Pierre Boulez, Sylvain Cambreling, Trilok Gurtu, Marek Janowski, Susanna Mälkki, Pablo Márquez, Ingo Metzmacher, Kwamé Ryan, Lothar Zagrosek.